# Рубановка (Полтавская область)
Рубановка (укр. Рубанівка) — село,
Старицковский сельский совет,
Машевский район,
Полтавская область,
Украина.
Код КОАТУУ — 5323087204. Население по переписи 2001 года составляло 115 человек.

## Географическое положение
Село Рубановка находится на расстоянии в 1,5 км от сёл Солнечное и Смородщина (Чутовский район).
По селу протекает пересыхающий ручей с запрудами.